# Llengües muskogi
Les llengües muskogi, muskhogean o muskogee, és una família de llengües ameríndies del sud-est dels EUA. Generalment es divideixen en dues branques, oriental i occidental, tot i que aquesta divisió no és universalment acceptada. Són llengües aglutinants.

## Divisió interna
Les llengües muskogi s'han dividit sovint en dues branques genètiques, la divisió tradicional de Mary R. Haas i els seus deixebles. Més recentment hi ha una nova classificació proposada per Pamela Munro.

### Haas
I. muskogi occidental
1. chickasaw
2. choctaw (també chahta, chacato)
II. muskogi oriental
A. muskogi central
i. grup apalachee-alabama-koasati 
a. alabama-koasati
3. alibamu
4. koasati
b. apalachee
5. apalachee
ii. hitchiti-mikasuki
6. hitchiti-mikasuki
B. muskogi
7. creek-seminola

### Munro
I. muskogi septentrional
1. creek-seminola
II. muskogi meridional
A. grup muskogean del sud-est
i. apalachee
3. apalachee
ii. alabama-koasati
4. alibamu
5. koasati
iii. muskogi occidental
6. chickasaw
7. choctaw
B. grup hitchiti-Mikasuki 
8. hitchiti
9. mikasuki

## Característiques comunes

### Fonologia
Actualment hi ha prou documentació sobre la llengua i s'han elaborat llistes llargues de cognats que han permès reconstruir el sistema fonològic del proto-muskogi amb un grau de confiança elevat. L'inventari consonàntic ve donat per:
|             | Labial | Alveolar | Alveolar | Palatal | Velar        | Velar |
| Central     | Labial | Lateral  | Plana    | Palatal | Labialitzada |       |
| ----------- | ------ | -------- | -------- | ------- | ------------ | ----- |
| Oclusiva    | *p     | *t       |          |         | *k           | *kʷ   |
| Africada    |        | *ts      |          | *tʃ     |              |       |
| Fricativa   |        | *s       | *ɬ       | *ʃ      | *x           | *xʷ   |
| Nasals      | *m     | *n       |          |         |              |       |
| Aproximants |        |          | *l       | *j      |              | *w    |
| Altres      |        | *θ       | *θ       |         |              |       |

### Gramàtica
Els noms o substantius en les llengües muskogi generalment exhibeixen accent lèxic. Igualment els substantius solen presentar cas morfològic que diferencia almenys un cas nominatiu d'un cas oblic. Les categories de gènere i nombre són secundàries.
Els verbs presenten un sistema complex d'ablaut, on la forma de l'arrel canvia d'acord sobretot amb el valor de l'aspecte gramatical i ocasionalment segons el temps verbal o el mode gramatical. Els verbs es marquen la persona (sent la marca de tercera persona nul·la) agent i pacient.

### Comparació lèxica
Els numerals en diferents llengües muskogi són:
| GLOSSA | Oriental    | Oriental       | Oriental     | Oriental     | Occidental   | Occidental  | PROTO- MUSKOGI              |
| GLOSSA | Alabama     | Koasati        | Mikasuki     | Muskogi      | choctaw      | Chickasaw   | PROTO- MUSKOGI              |
| ------ | ----------- | -------------- | ------------ | ------------ | ------------ | ----------- | --------------------------- |
| '1'    | čáffàːka    | čaffáːkan      | ɬáàmen       | hámkin       | əčəffə       | čáffa       | *čáffa-(ːkan)               |
| '2'    | tòklo       | tóklon         | toklan       | hokkôːlin    | tokᵊlo       | toklo       | *tóklo-(n)                  |
| '3'    | tótčìːna    | toččíːnan      | točeːnan     | toččîːnin    | toččɪːna     | toččíʔna    | *totčíːna-(n)               |
| '4'    | óstàːka     | ostáːkan       | šéetaːken    | ôːstin       | oštə         | ošta        | *óšta-(ːkan)                |
| '5'    | táɬɬàːpi __ | __ cahappáːkan | __ čahkeːpan | __ čahkîːpin | taːɬɬaːpɪ __ | taɬɬáʔpi __ | *taɬɬáːpi-(n) *čahkiːpi-(n) |
| '6'    | hánnàali __ | hannáːlin __   | __ eːpaːken  | __ iːpâːkin  | hənnaːlɪ __  | hannáʔli __ | *hannáːli *iːpaːkin         |
| '7'    | ontòklo     | ontóklon       | kolapaːken   | kolapâːkin   | õtokᵊlo      | ontoklo     | *on-tóklo-(n)               |
| '8'    | ontótčìːna  | ontoččíːnan    | tošatapaːken | činapâːkin   | õtoččɪːnə    | ontoččíʔna  | *on-tóklo-(n)               |
| '9'    | čákkàːli    | čakkáːlin      | ošnapaːken   | ostapâːkin   | čaːkkaːlɪ    | čakkáʔli    | *on-totčíːna-(n)            |
| '10'   | pókkòːli    | pokkóːlin      | pokoːlen     | páːlin       | poːkkoːlɪ    | pokkóʔli    | *pokkóːli                   |